# Winamplanche
Winamplanche is een dorp in de Belgische provincie Luik, dat deels in de gemeente Theux en deels in de gemeente Spa ligt. Het ligt vier kilometer ten zuidwesten van de stad Spa en zeven kilometer ten zuiden van Theux. Winamplanche ligt in het dal van de Eau Rouge (ook Ruisseau de Winamplanche genoemd), die de gemeentegrens vormt: de linkeroever ligt in de gemeente Theux, de rechter in Spa. De Eau Rouge mondt uit in de Wayai, die via de Hoëgne, Vesder en Ourthe in de Maas uitmondt. Vanwege de waterwegen in Winamplanche waren er in de 16e eeuw smederijen gevestigd. Het plaatsje behoorde toen tot de ban van Theux, in het Markgraafschap Franchimont. Winamplanche ligt aan de voet van de Côte de Desnié, waar jaarlijks de wielerwedstrijd Luik-Bastenaken-Luik overheen gaat.

## Bezienswaardig
- Sint-Andreaskerk uit 1714

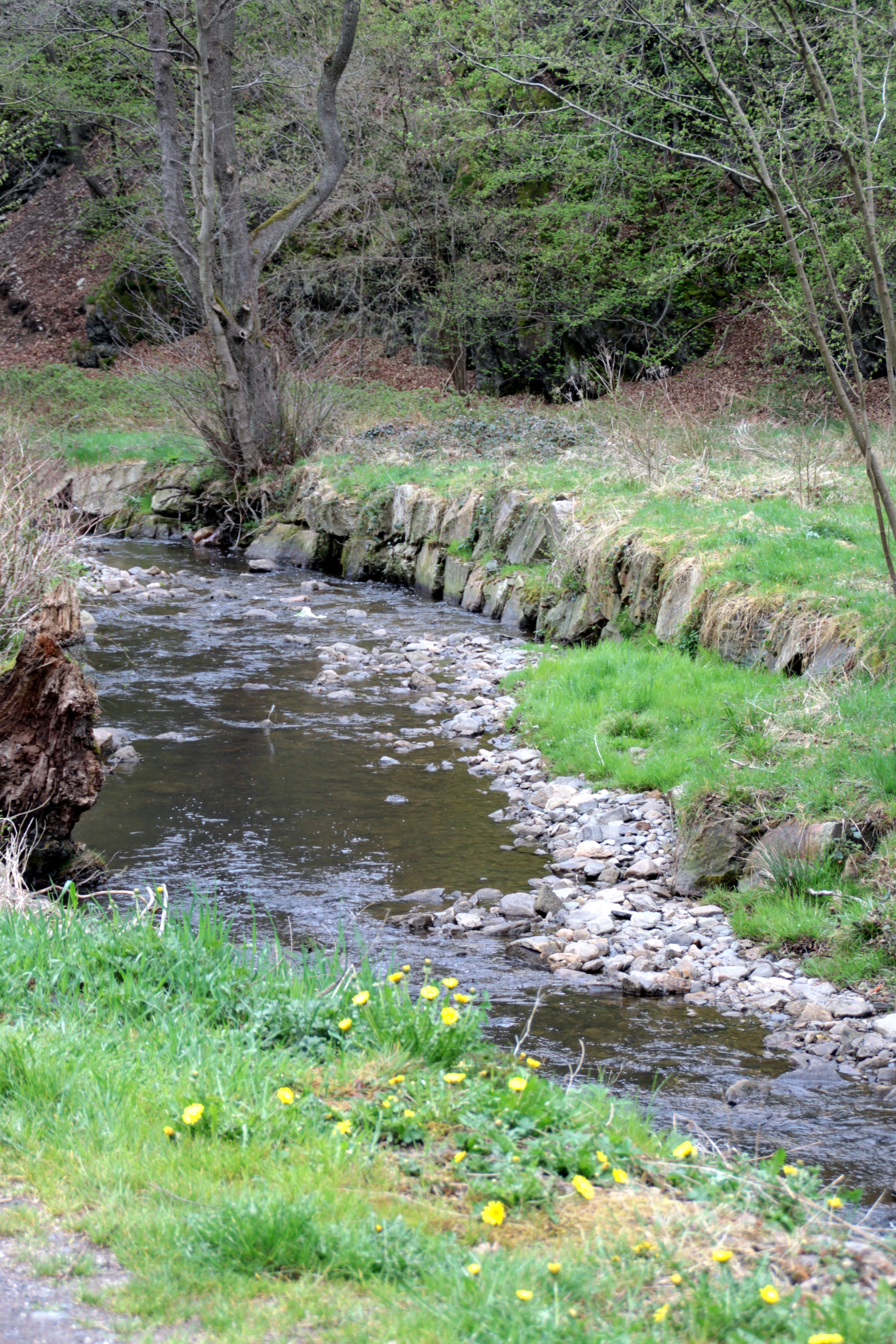
beekje Eau Rouge
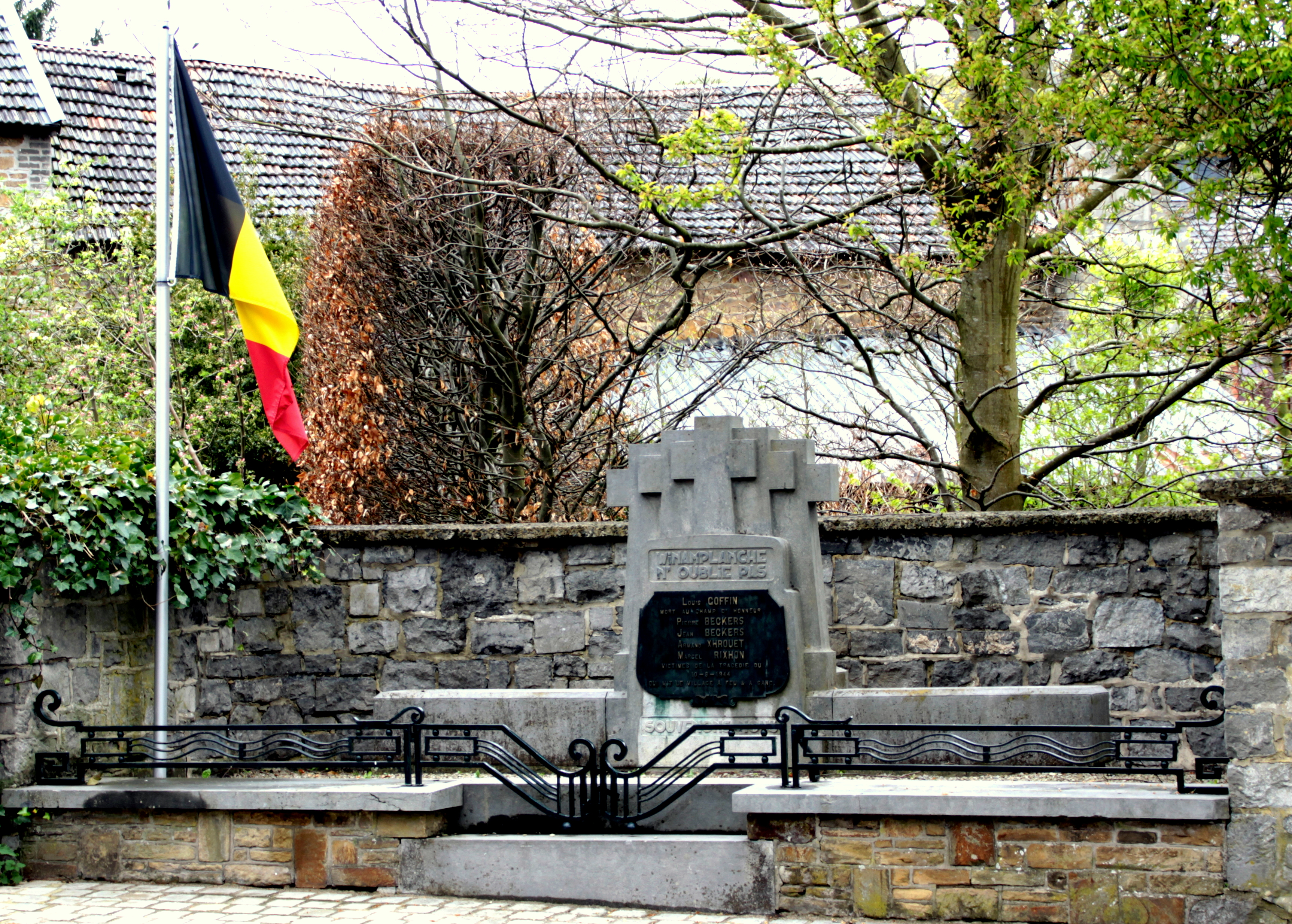
oorlogsmonument

Deelgemeenten: La Reid · Polleur · Theux

Overige plaatsen: Becco · Bronromme · Desnié · Fays · Hestroumont · Hodbomont · Jehanster · Jehoster · Jevoumont · Juslenville · Marché · Mont · Oneux · Pouillou-Fourneau · Raborive · Rondehaie · Sassor · Sasserotte · Spixhe · Tancrémont (deels) · Vert-Buisson · Winamplanche

Belgische gemeenten · arrondissement Verviers · provincie Luik · Wallonië